# Papa Little
Papa Little (en nòrdic antic: Papey Litla) és una illa localitzada en l'arxipèlag de les Shetland, a Escòcia. El seu nom procedeix de petita illa de papar (monjos gaèlics), en distinció a Papa Stour.
L'illa està situada al nord-oest de l'illa de Mainland i al sud de Muckle Roe, i porta deshabitada des dels anys 1840.
L'illa ocupa una superfície de 226 hectàrees i la seva altitud màxima sobre el nivell del mar és de 82 metres.